# Трагопан на Блит
Трагопан на Блит (Tragopan blythii) е вид птица от семейство Phasianidae. Видът е световно застрашен, със статут Уязвим.

## Разпространение и местообитание
Разпространен е в Бутан, Индия, Китай и Мианмар.